# Viadotto di Millau
Il viadotto autostradale di Millau (in francese viaduc de Millau; in occitano: viaducte de Milhau) è un ponte strallato che attraversa la valle del Tarn vicino a Millau, nel dipartimento dell'Aveyron (regione dei Midi-Pirenei, nella Francia meridionale). Progettato da Michel Virlogeux in collaborazione con lo studio Foster + Partners, è uno dei più alti ponti veicolari del mondo (al primo posto in Europa), con la sommità dell'insieme pilastro/pilone a 341 metri; leggermente più alto della torre Eiffel e solo 40 metri più basso dell'Empire State Building. Fu formalmente inaugurato il 14 dicembre 2004 e aperto al traffico il 16 dicembre 2004.
Fa parte dell'autostrada A75 e della strada europea E11.

## Localizzazione
Prima che il ponte fosse costruito, il traffico doveva scendere nella valle del fiume Tarn e passare lungo la route nationale N9 vicino alla città di Millau, causando una pesante congestione all'inizio e alla fine della stagione estiva, a luglio e agosto. Il ponte ora traversa la valle del Tarn nel suo punto più basso, collegando il causse du Larzac al causse rouge, ed è all'interno del perimetro del parco naturale regionale dei Grands Causses.
Il ponte forma l'ultimo collegamento dell'autostrada A75 (la Méridienne), fornendo un continuo tratto di superstrada dal sud di Parigi attraverso Clermont-Ferrand a Béziers. Lo scopo dell'A75 è di aumentare la velocità e ridurre il costo del traffico veicolare che viaggia lungo questa strada. Molti turisti diretti nel sud della Francia e in Spagna seguono questa strada perché è diretta e senza pedaggio per i 340 km tra Clermont-Ferrand e Béziers, eccetto per lo stesso ponte.
Il gruppo Eiffage gestisce il viadotto come ponte a pedaggio, con il pedaggio oggi fissato a 4,90 € per piccole automobili (6,50 € durante i mesi di picco di luglio e agosto). Il ponte fu costruito dal gruppo Eiffage con un contratto governativo che permette alla compagnia di raccogliere i pedaggi per 75 anni.

## Descrizione

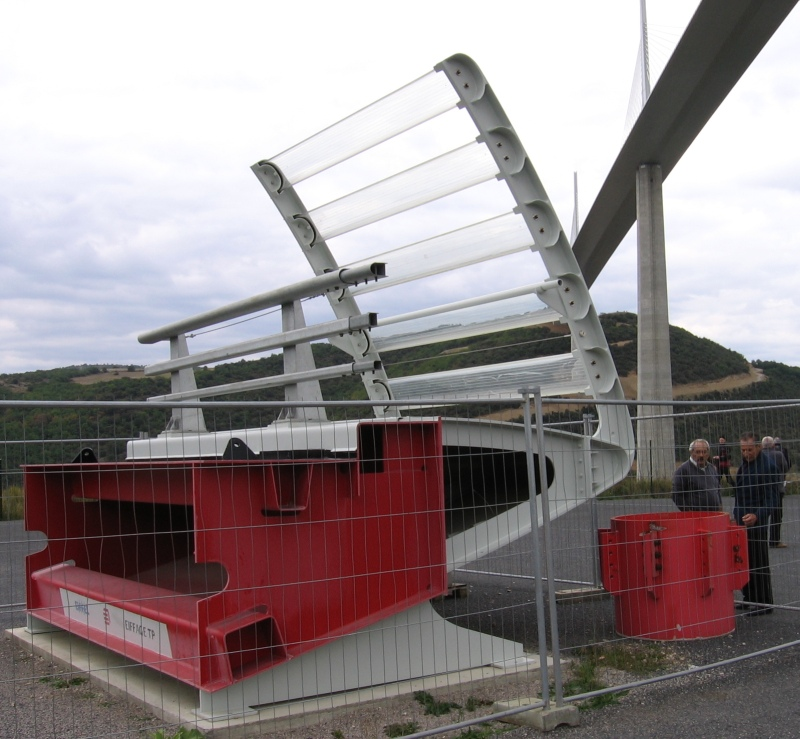
Piccolo segmento della barriera laterale antivento in esposizione sotto il viadotto

Il Viadotto di Millau consiste di un impalcato di acciaio di otto campate supportato da sette pile di cemento. La carreggiata pesa 36 000 tonnellate ed è lunga 2 460 m, misurando 32 m in larghezza per 4,2 m di spessore. Le sei campate centrali misurano ognuna 342 m e le due campate esterne misurano 204 m. L'impalcato ha una pendenza del 3% che scende da sud a nord e presenta una curvatura planimetrica di raggio di 20 km per dare ai guidatori una migliore visibilità. Ha due corsie in entrambe le direzioni.
Le pile variano in altezza da 77  a 246 m, e si assottigliano nella loro sezione longitudinale da 24,5 m alla base a 11 m all'altezza della piattaforma. Ogni pila è composta da 16 sezioni, ognuna pesante 2,230 tonnellate. Queste sezioni furono assemblate sul sito da pezzi da 60 tonnellate, larghi 4 m e lunghi 17 m, fabbricati in industrie nel Lauterbourg e Fos-sur-Mer dal gruppo Eiffage. Ciascun pilastro supporta piloni alti 97 m. Le pile furono pre-assemblate, insieme con qualche supporto temporaneo, prima che la piattaforma fosse posata tra i pilastri tramite pompe idrauliche controllate via satellite che muovevano la piattaforma di 600 mm ogni 4 minuti.
Il viadotto è il più alto ponte veicolare d'Europa, seguito dal viadotto Italia in Calabria sull'autostrada A2 del Mediterraneo (con la navata di 260 m) ed è il secondo ponte veicolare più alto misurato a livello della carreggiata. La sua piattaforma, a "quasi 270 m" sopra il Tarn, è leggermente più alta del New River Gorge Bridge nella Virginia Occidentale negli Stati Uniti, che è 267 m sopra il New River. Solo il Royal Gorge Bridge nel Colorado ha una piattaforma più alta, a 321 m sopra il fiume Arkansas.

## Costruzione

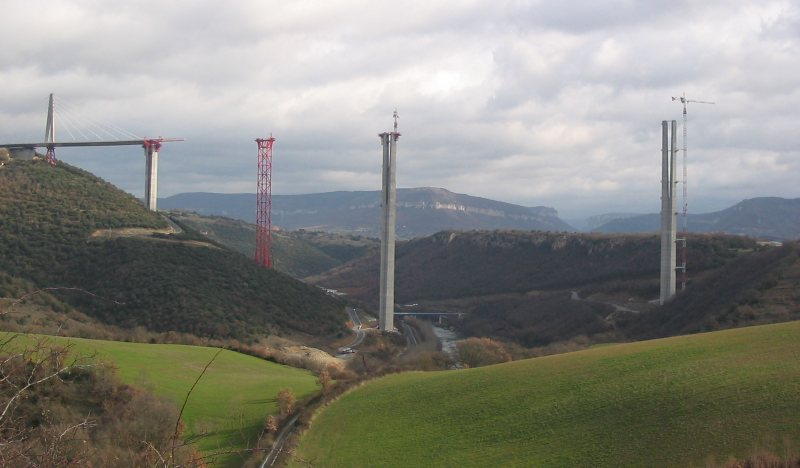
Il viadotto in costruzione, visto da sud agli inizi del 2004

La costruzione iniziò il 10 ottobre 2001 prevedendo una durata di 3 anni per la consegna dell'opera, ma le condizioni meteorologiche prolungarono la costruzione oltre il tempo previsto. A programma rivisto si prevedeva che il ponte fosse aperto nel gennaio 2005. Il viadotto fu inaugurato ufficialmente dal Presidente Chirac il 14 dicembre 2004 per aprirlo al traffico il 16 dicembre, un mese prima della data programmata.

### Studi preliminari
Negli studi preliminari, furono esaminate quattro opzioni:
1. bypassare Millau a est, cosa che richiedeva due grandi ponti sul Tarn e sul Dourbie;
2. bypassare Millau a ovest (12 km più lungo), cosa che richiedeva quattro ponti;
3. seguire il percorso della Strada Statale 9, dando un buon accesso a Millau ma a costo di difficoltà tecniche e l'ingresso in città; e
4. attraversare il centro della valle.

La quarta opzione fu scelta dal governo il 28 giugno 1989. Consisteva in due possibilità: la soluzione alta e la soluzione bassa, che richiedeva la costruzione di un ponte di 200 m per attraversare il Tarn, poi un viadotto di 2300 m esteso da un tunnel dal lato del Larzac. Dopo lunghi studi di costruzione, la soluzione bassa fu abbandonata perché avrebbe intersecato la falda acquifera, provocando effetti negativi sulla città, sarebbe costata di più e la distanza sarebbe stata più lunga.
Dopo la scelta del tragitto con un viadotto elevato, cinque squadre di architetti e ricercatori lavorarono simultaneamente su una soluzione tecnica. L'idea originale del ponte fu sviluppata dal designer francese Michel Virlogeux. Gli architetti del ponte sono parte dello studio britannico Foster + Partners che lavorò insieme con lo studio ingegneristico olandese Arcadis, responsabile per il disegno tecnico del ponte.

### I costruttori
Quattro consorzi furono in competizione per il contratto del ponte:
- uno guidato da Dragados (Spagna), con Skanska (Svezia) e Bec (Francia);
- Società del viadotto di Millau, composta ASF, Egis, GTM, Bouygues Lavori Pubblici, SGE, CDC Projets, Tofinso (tutti francesi) e Autostrade (Italia); e
- uno guidato da Générale Routière, con Via GTI (Francia), e Cintra, Necso, Acciona, e Ferrovial Agroman (tutte spagnole).
- il consorzio vincente, guidato dal gruppo Eiffage possessore del Fougerolles-SEA, il terzo maggior gruppo francese in opere pubbliche, e il sesto più grande in Europa.

Il leader del consorzio è la Compagnie Eiffage del Viadotto di Millau, titolare del contratto governativo. Il consorzio è composto dall'Eiffage TP per la parte in cemento, la compagnia Eiffel per la carreggiata in acciaio (Gustave Eiffel costruì il viadotto Garabit nel 1884, a ponte del treno nei pressi del dipartimento di Cantal ), e l'ENERPAC, per i supporti idraulici alla carreggiata. Il gruppo ingegneristico Setec ha l'autorità sul progetto, con l'SNCF engineering che ha un controllo parziale.

### Costi e risorse
I costi di costruzione del ponte ammontarono a €394 milioni, con un casello 6 km a nord del viadotto che costò altri €20 milioni. Il costruttore, Eiffage, finanziò la costruzione in cambio di una concessione per raccogliere i pedaggi per 75 anni, fino al 2080. Tuttavia, se la concessione sarà molto redditizia, il governo francese potrà assumere il controllo del ponte nel 2044.
Il progetto richiese circa 127000 m³ di cemento, 19 000 tonnellate di acciaio per il cemento armato, e 5 000 tonnellate di cemento precompresso con relativi cavi d'acciaio all'interno. Il costruttore afferma che la durata del ponte sarà di almeno 120 anni.

## Cronologia
- 28 giugno 1989: approvazione governativa della strada di mezzo
- 19 ottobre 1991: scelta della soluzione alta, con il viadotto a 2 500 m
- 10 gennaio 1995: dichiarazione di pubblica utilità dell'opera
- 9 luglio 1996: scelta di un ponte strallato
- 1998: decisione di appaltare i costi di costruzione e i futuri pedaggi a un'impresa privata
- 16 ottobre 2001: inizio dei lavori
- 14 dicembre 2001: posa della prima pietra
- gennaio 2002: fondamenta dei pilastri
- marzo 2002: inizio dei lavori sul pilastro di supporto C8
- giugno 2002: supporto C8 completato, inizio del lavoro sui pilastri
- luglio 2002: inizio dei lavori sui supporti, modificabili in altezza, della carreggiata
- agosto 2002: inizio dei lavori sul pilastro di supporto C0
- settembre 2002: comincia l'assemblaggio della carreggiata
- novembre 2002: completamento del primo pilastro
- 25 e 26 febbraio 2003: posa del primo pilastro della carreggiata
- novembre 2003: completamento dell'ultimo pilastro (pilastro P2 a 221 m e P3 a 245 m sono i più alti pilastri del mondo)
- 28 maggio 2004: i pezzi della piattaforma distano molti centimetri, prevista la loro unione in due settimane
- 2º metà del 2004: installazione dei piloni e dei cavi, rimozione dei supporti temporanei alla carreggiata
- 14 dicembre 2004: inaugurazione ufficiale
- 16 dicembre 2004: apertura del viadotto, un mese prima della data prevista
- 2044: il governo francese può assumere il controllo del ponte se la concessione è molto redditizia
- 2080: fine della concessione di Eiffage

## Statistiche
- 2460 m: lunghezza totale della carreggiata
- 7: numero dei pilastri
- 77 m: altezza del pilastro P7, il più corto
- 336 m: altezza del pilastro P2, il più alto (245 m al livello della carreggiata)
- 97 m: altezza di un pilone
- 154: numero di cavi
- 270 m: altezza massima della carreggiata dal suolo
- 4,20 m: spessore della carreggiata
- 32,05 m: larghezza della carreggiata
- 85000 m³: volume totale di cemento usato
- 290 000 tonnellate: peso totale del ponte
- 10 000 - 25 000 veicoli: traffico giornaliero stimato
- € 11,90 - 13,30: pedaggio tipico per un'automobile in inverno o estate (al 2024)[4]

## Sfruttamento
In seguito alla designazione di Eiffage come concessionaria del viadotto, la società ha creato, per gestire il ponte, la Compagnia Eiffage del Viadotto di Millau (CEVM) la cui sede sociale si trova in pieno centro di Millau. Il centro di sfruttamento commerciale e tecnico così come il casello di pedaggio sono stati installati sul comune di Saint Germain a Nord-Est di Millau.
Nell'ambito di una concessione autostradale da parte di una società privata, sono stati fissati dei diritti di passaggio sul viadotto.
Sul piano della sicurezza, sono state create delle corsie d'emergenza sul viadotto (come su tutte le autostrade). I telefoni a colonnetta di soccorso sono disposti ogni 500 m. In più, videocamere accoppiate ad un sistema di rivelazione automatico d'incidente localizzano qualsiasi anomalia ed ogni oggetto sulla carreggiata, inviando immediatamente un segnale d'allerta ai sistemi di supervisione. In caso d'incidente maggiore, entra in vigore sul viadotto un piano di soccorso validato dalla prefettura di Aveyron che prevede i mezzi d'intervento sull'opera e la loro organizzazione. Per gli utenti, pannelli d'informazione sono posizionati ed il viadotto può essere chiuso in caso di necessità.
Una cinquantina di persone (addetti ai caselli, ospiti, pattuglianti, tecnici di manutenzione) assicurano in permanenza l'accoglienza, la sicurezza e la manutenzione.

## Traffico
Vera alternativa alla Valle del Rodano (via l'autostrada A7), il viadotto di Millau e i 40 chilometri supplementari dell'autostrada A75 sono stati aperti alla circolazione il 16 dicembre 2004. Come promessa locale, il viadotto dovrebbe contribuire a «fare saltare il famoso ingorgo di Millau» e evitare così il centro della città e la salita del Larzac. Dovrebbe far guadagnare 30 minuti in situazione normale e fino a 4 ore in alcuni fine-settimana estivi (detti «de chassés-croisés»).
Vera promessa nazionale e internazionale, permette ai trasportatori di ridurre in modo significativo il tempo di tragitto dei loro carichi pesanti di 45 minuti per il tragitto Parigi-Perpignan, Parigi-Barcellona o ancora Amsterdam-Perpignan. Essendo l'asse del Rodano frequentemente vicino alla saturazione, questi guadagni di tempo, calcolati sulla base di un traffico normale, potrebbero essere ben superiori, in particolare con gli effetti della saturazione della traversata di Lione.
Inoltre, questo nuovo itinerario permette di economizzare fino a 34 € di pedaggio per tragitto, senza contare le economie di carburante realizzato grazie a un tragitto più corto di 60 chilometri.

### Traffico previsto
La barriera per il pagamento del pedaggio è stata dimensionata per smaltire senza rallentamenti un flusso di 30 000 veicoli al giorno.
Gli studi preliminari hanno stimato che il traffico medio su tutto l'arco dell'anno sarebbe stato di:
- 10 000 veicoli/giorno al momento dell'apertura,
- 20 000 veicoli/giorno nel 2010

### Traffico reale
Al 24 gennaio 2005, vi circolavano già più di 350 000 veicoli, ben al di là delle previsioni.
Il primo week-end d'agosto del 2005 era annunciato nero, e il viadotto non è sfuggito all'afflusso dei turisti. Sono risultati più di 12 km d'imbottigliamenti da una parte e dall'altra della barriera di pedaggio. Il giornale Midi Libre titolava l'avvenimento «Millau inventa l'ingorgo a pagamento». Il problema è stato regolato per Pasqua 2006. La Compagnie Eiffage del viadotto di Millau ha, infatti, costruito 4 corsie di pedaggio supplementari, quando la Direzione delle Strade del ministero de l'Équipement avrà dato via libera. Queste 4 corsie erano previste dalla costruzione dell'opera. La Compagnia sta anche per ridurre il numero delle corsie automatiche e installarci delle cabine di pedaggio, le uniche in grado di accogliere le roulotte e i camper.
Alla fine d'agosto del 2005, 3,2 milioni di veicoli erano passati sul viadotto, permettendo un'entrata di 18,5 milioni di euro tasse escluse.

## Ambiente
Il viadotto passa interamente al disopra della valle del Tarn dalla Causse rouge alla Causse du Larzac. Attraversa la strada dipartimentale (provinciale) 992 Albi-Millau, il Tarn, la ferrovia Millau-Albi e la strada dipartimentale 41 Millau-Peyre.
Il tracciato rispetta i principali siti naturali, paesaggi eccezionali situati alla confluenza delle valli della Dourbie e del Tarn, assicurando un buon raccordo con l'agglomerato di Millau.
Al di là del desiderio di una perfetta integrazione nel paesaggio, le soluzioni tecniche utilizzate (piattaforma metallica e pilastri in cemento) hanno molti vantaggi, come la leggerezza della piattaforma che alleggerisce le strutture portanti, ma anche una riduzione dei lavori sul sito (prefabbricazione in officina degli elementi della piattaforma) durante la costruzione e una diminuzione dei volumi dei materiali da mettere in opera sul posto, in confronto ad una soluzione di solo calcestruzzo. Meno veicoli, meno camion, meno aggregati da trasportare hanno ridotto i fastidi per le popolazioni interessate dal traffico generato dal cantiere.
Sono stati ugualmente previsti dei dispositivi per il trattamento delle acque utilizzate dal cantiere e per evitare un inquinamento del suolo. Un'altra componente del piano di assicurazione qualità che ha accompagnato tutte le fasi di costruzione è stata la gestione dei rifiuti del cantiere. Lo stesso desiderio perdura dopo la messa in servizio dell'opera, dal momento che sono stati integrati nella struttura molti dispositivi permanenti per il recupero e il trattamento delle acque piovane e dei residui della pulizia della rete viaria.
Il viadotto attraversa il parco naturale regionale delle Grands Causses.

## Turismo
Il viadotto di Millau è considerato come un'opera d'arte per la sua integrazione nel paesaggio des Grands Causses, apparendo come una goletta bianca a sette alberi che si staglia, immobile, nel cielo del sud dell'Aveyron (in particolare quando le nuvole invadono la valle).
Ha un ottimo successo poiché più di 500 000 persone sono venute ad assistere ai lavori durante la costruzione. Oggi, l'affluenza record nei punti con vista panoramica del ponte come quello della discesa dell'RN9 su Millau o ancora quello de l'area di Brocuéjouls che sarà presto adattata in area di sosta per l'A75, è notevole. I prodotti derivati cominciano a sbarcare nei negozi del centro della città e anche nell'Aveyron, nel Cantal, nella Lozère e nell'Hérault.
Il viadotto ha anche grande importanza per quanto riguarda l'affluenza di visitatori nei luoghi vicini al manufatto. Ad esempio Les Caves de Roquefort e il sito di Micropolis a Saint-Léons hanno visto il numero dei visitatori crescere molto rapidamente.
Così il viadotto di Millau conosce già una fama internazionale prima del suo primo anniversario ed è considerato da alcuni come «il riferimento architetturale dell'inizio del XXI secolo».
Per accentuare l'aspetto turistico del viadotto è stato esaminato un progetto che consiste nel ricavare nei pilastri degli ascensori e degli oblò. Tale progetto è stimato in 26 milioni di euro.

## Opposizione
Le opposizioni a questo progetto erano rinforzate da numerosi argomenti:
- Il viadotto non sarà la soluzione ai celebri ingorghi di Millau.
- L'equilibrio finanziario è impossibile da stabilire salvo moltiplicare le previsioni di traffico per tre.
- La società concessionaria dovrà richiedere delle sovvenzioni di equilibrio per non cumulare sia il rischio finanziario sia quello tecnico.
- Tecnicamente, i piloni di un tale viadotto non sono ben fondati per il fatto che si appoggiano sulla marna della valle del Tarn.
- Il tracciato più a ovest, più lungo di tre chilometri ma tre volte meno caro con i suoi tre cantieri di tipo tradizionale era per alcuni una soluzione migliore.
- La caduta dell'economia della città di Millau generata dalla diminuzione del passaggio di turisti.

## Aneddoti
- Un incendio è scoppiato nel 2004 sul versante delle Causses rouges dovuto a una scintilla di saldatura. Ha bruciato qualche albero.
- La velocità limite sul viadotto è stata ridotta da 130 a 110 km/h a causa dei numerosi rallentamenti. Infatti, i turisti facevano delle foto del ponte dai loro veicoli. Da notare che poco dopo l'apertura alla circolazione, dei veicoli si fermavano sulla corsia di emergenza del viadotto solo per ammirare il paesaggio e il ponte.[senza fonte].
- Un francobollo, disegnato da Sarah Lazarevic, è stato creato in occasione dell'inaugurazione[5].